# Cass County (Iowa)
Das Cass County ist ein County im US-amerikanischen Bundesstaat Iowa. Im Jahr 2020 hatte das County 13.127 Einwohner und eine Bevölkerungsdichte von 9 Einwohnern pro Quadratkilometer. Der Verwaltungssitz (County Seat) ist Atlantic.

## Geografie
Das County liegt im mittleren Südwesten von Iowa und ist jeweils etwa 80 km von Nebraska im Westen und Missouri im Süden entfernt. Es hat eine Fläche von 1463 Quadratkilometern, wovon zwei Quadratkilometer Wasserfläche sind.
Der Westen des Countys wird vom East Nishnabotna River durchflossen, dem östlichen Quellfluss des in den Missouri mündenden Nishnabotna River.
An das Cass County grenzen folgende Nachbarcountys:
| Shelby County        | Audubon County                 | Guthrie County |
| Pottawattamie County |                                | Adair County   |
|                      | Montgomery County Adams County |                |

## Geschichte

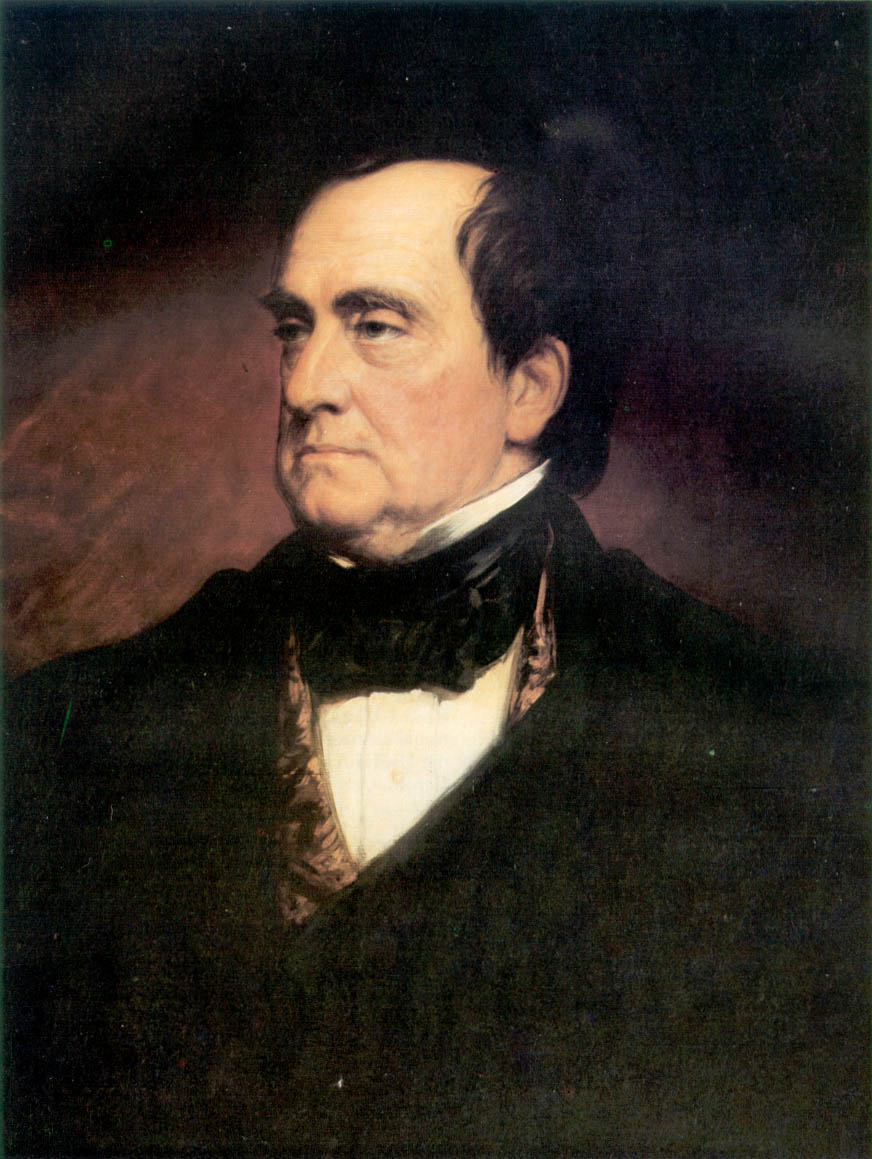
L. Cass

Das Cass County wurde am 15. Januar 1851 aus Teilen des Pottawattamie County gebildet. Benannt wurde es nach Lewis Cass (1782–1866), einem früheren Kriegsminister (1831–1836), US-Senator (1845–1848, 1849–1857) und Außenminister (1857–1860).
Die ersten Weißen in dieser Gegend waren wahrscheinlich Mormonen auf der Suche nach einer neuen Heimat im Westen. Etwa 20 Familien verbrachten hier den Winter 1846–1847. Einige Familien blieben bis 1851. Der erste weiße Siedler, der sich hier fest niederließ, war Vincent M. Conrad mit seiner Frau und ihrem Kind. Er baute ein Blockhaus und eröffnete 1854 das erste Handelsgeschäft. Später diente sein Haus als Postbüro und er wurde zum Finanzbeamten im Cass County.

Der nächste ständige Siedler war Jeremiah Bradshaw, der sich 1851 an der Stelle des heutigen Cold Springs niederließ. Er wurde dort Postmeister, eröffnete ein Hotel und eine Pferdewechselstation und erledigte die verschiedensten Aufgaben der County-Verwaltung.

## Bevölkerung
Nach der Volkszählung im Jahr 2010 lebten im Cass County 13.956 Menschen in 6120 Haushalten. Die Bevölkerungsdichte betrug 9,6 Einwohner pro Quadratkilometer. In den 6120 Haushalten lebten statistisch je 2,18 Personen.
Ethnisch betrachtet setzte sich die Bevölkerung zusammen aus 97,7 Prozent Weißen, 0,3 Prozent Afroamerikanern, 0,2 Prozent amerikanischen Ureinwohnern, 0,2 Prozent Asiaten sowie aus anderen ethnischen Gruppen; 0,6 Prozent stammten von zwei oder mehr Ethnien ab. Unabhängig von der ethnischen Zugehörigkeit waren 1,8 Prozent der Bevölkerung spanischer oder lateinamerikanischer Abstammung.
22,8 Prozent der Bevölkerung waren unter 18 Jahre alt, 56,2 Prozent waren zwischen 18 und 64 und 21,0 Prozent waren 65 Jahre oder älter. 51,1 Prozent der Bevölkerung war weiblich.
Das jährliche Durchschnittseinkommen eines Haushalts lag bei 40.358 USD. Das Prokopfeinkommen betrug 22.447 USD. 13,1 Prozent der Einwohner lebten unterhalb der Armutsgrenze.

## Ortschaften im Cass County
Citys
| - Anita - Atlantic - Cumberland - Griswold | - Lewis - Marne - Massena - Wiota |

Unincorporated Communities
- Berea
- Lorah

## Gliederung
Das Cass County ist in 16 Townships eingeteilt:
| Township            | Einwohner (2010) | FIPS     |
| ------------------- | ---------------- | -------- |
| Bear Grove Township | 248              | 19-90144 |
| Benton Township     | 173              | 19-90204 |
| Brighton Township   | 327              | 19-90336 |
| Cass Township       | 652              | 19-90492 |
| Edna Township       | 116              | 19-91155 |
| Franklin Township   | 331              | 19-91392 |
| Grant Township      | 1172             | 19-91638 |
| Grove Township      | 7459             | 19-91779 |

| Township            | Einwohner (2010) | FIPS     |
| ------------------- | ---------------- | -------- |
| Lincoln Township    | 165              | 19-92535 |
| Massena Township    | 526              | 19-92892 |
| Noble Township      | 324              | 19-93117 |
| Pleasant Township   | 1267             | 19-93360 |
| Pymosa Township     | 333              | 19-93528 |
| Union Township      | 456              | 19-94185 |
| Victoria Township   | 133              | 19-94350 |
| Washington Township | 274              | 19-94470 |